# Něvelsk
Něvelsk (rusky Невельск) je město v Sachalinské oblasti v Ruské federaci. Při sčítání lidu v roce 2010 měl přes jedenáct tisíc obyvatel.

## Poloha
Něvelsk leží na západním břehu v jižní části Sachalinu na břehu Japonského moře. Od Južno-Sachalinsku, správního střediska oblasti, je vzdálen přibližně sedmdesát kilometrů jihozápadně.
Nedaleko města je kolonie lachtanů ušatých, kteří se také dostali do městského znaku.

## Dějiny
První ruští osadníci dorazili do oblasti dnešního Něvelsku v roce 1789. V období od uzavření Šimodské dohody v roce 1855 do uzavření Petrohradské dohody v roce 1875 mělo Něvelsk ve společné správě ruské impérium a japonské impérium a úředně se jmenoval Honto.
Pod správu Japonska se vrátil v roce 1905, když Japonsko vyhrálo rusko-japonskou válku a Rusko se následně Portsmouthskou dohodou vzdalo jižní části Sachalinu.
V letech 1916 až 1927 zde byl vybudován první nezamrzající přístav na Sachalinu.
Na konci druhé světové války připadl celý Sachalin Sovětskému svazu a 5. června 1946 byl povýšen na město a přejmenován k poctě objevitele a admirála Gennadije Ivanoviče Něvelského.

## Hospodářství
Město je důležitým námořní přístavem v oblasti, je v něm tzv. kurilský terminál, který v roce 2024 odbavil 5 130 cestujících a 67,2 tisíc tun nákladu.

## Partnerská města
- Wakkanai, Japonsko (1972)